# Vallata
Vallata ist eine italienische Gemeinde mit 2487 Einwohnern (Stand 31. Dezember 2023) in der Provinz Avellino in der Region Kampanien. Sie ist Teil der Bergkommune Comunità Montana dell’Ufita.

## Geografie
Die Nachbargemeinden sind Bisaccia, Carife, Guardia Lombardi, Scampitella und Trevico.